# تمدد عمراني

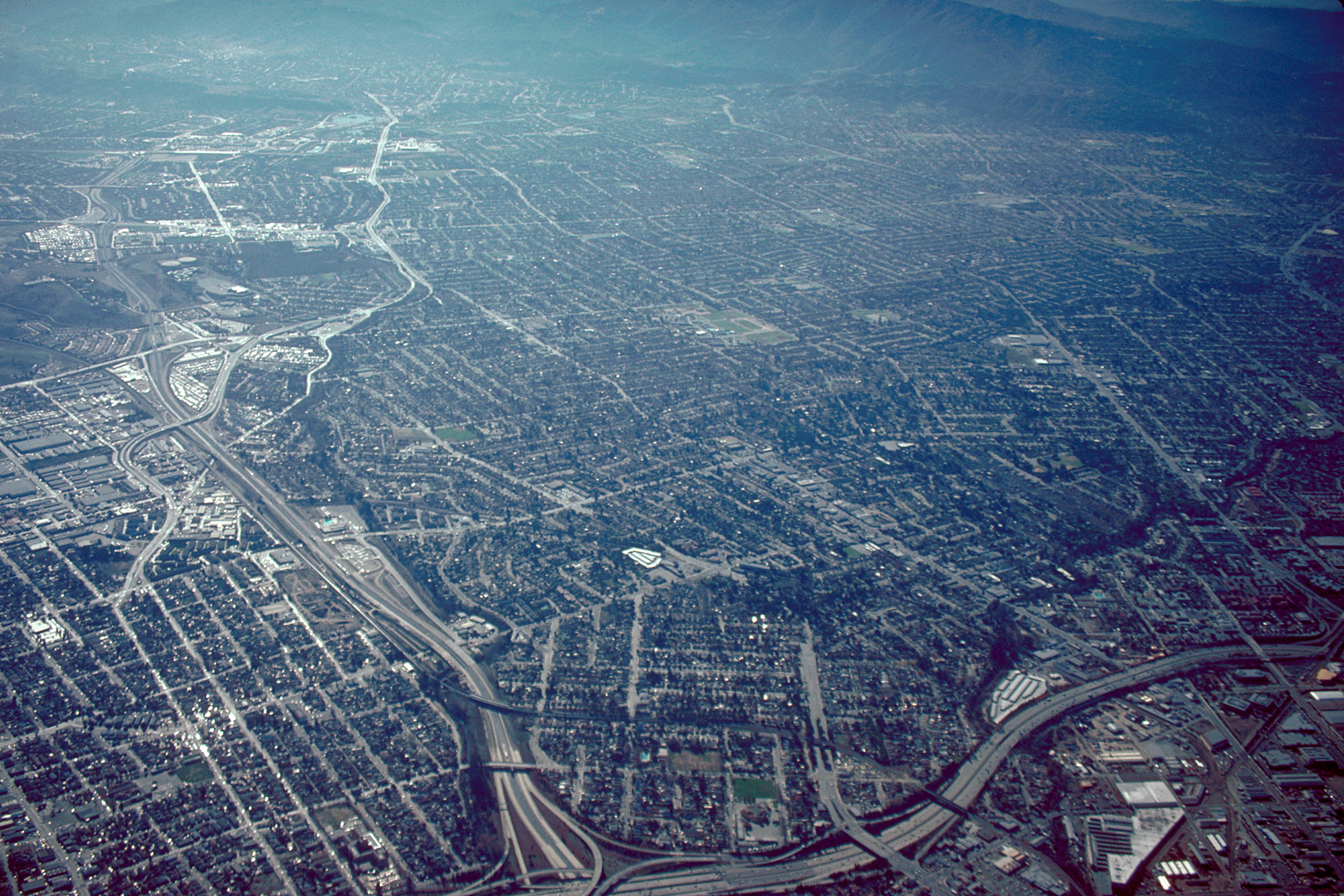
مثال على الزحف العمراني أو التمدد العمراني في مدينة سان خوسيه بكاليفورنيا.

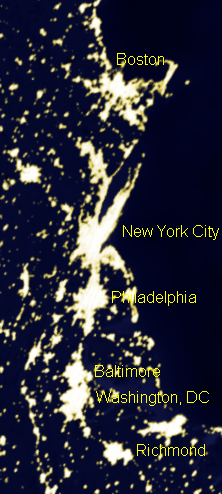
صورة بالأقمار الصناعية ليلاً لمنطقة ما يُعرف بـ"الميغالوبوليس الشمالي الشرقي" من الساحل الشرقي للولايات المتحدة، تظهر مدى التجمع والكثافة السكانية العالية في التجمعات الحضرية من مدن وبلدات وضواحي مضائةً. يعيش في هذه المنطقة وحدها أكثر من خمسين مليون نسمة.

التمدد العمراني أو الزحف العمرانيّ هو مفهوم عام متعدد الوُجوه يُشير إلى توسع مدينة ما وضواحيها على حساب الأراضي والمناطق المحيطة بها. تؤدي هذه الظاهرة إلى تطوير المناطق الريفيَّة المجاورة للمدن الكبيرة تدريجياً وزيادة كثافتها السكانيَّة شيئاً فشيئاً، كما تُساعد على رفع مستوى الخدمات فيها وتتسبب بانتشار استخدام السيارات ووسائل النقل الحديثة بها على مستوى أوسع.
تعريف مصطلح تمدد المدن ليسَ واضحاً كثيراً، وهوَ مثيرٌ للكثير من الجدالات حول المعنى الدقيق وراءَه، فيُعرفه البعض على أنه إنشاء مدن مخدومة ومتطورة بشكل متفجر وغير قابل للسيطرة، في حين يَقيسه آخرون على سبيل المثال بمتوسط عدد الوحدات السكنيَّة في كل آكر لا أكثر، كما يَقيسه آخرون وفق «اللامركزية» (تمدد التجمعات السكان دون مرجعيَّتها في تمددها إلى مركز واضح تنطلق منه وتتوسع في الاتجاهات الأخرى) والتطور التقني ووفرة الخدمات.

## التعريف
استُخدم مصطلح «التمدد العمراني» أول مرة في مقال نشرته صحيفة ذه تايمز عام 1955 في تعليق سلبي على الوضع في ضواحي لندن. تتنوع تعريفات التمدد، ويدرك الباحثون في هذا المجال أن المصطلح يفتقر إلى الدقة. عرّفت باتي وآخرون التمدد بأنه «نمو غير منسّق: توسع المجتمع دون الاكتراث بالعواقب، باختصار هو نمو عمراني تدريجي غير مخطط له ويعتبر غالبًا غير مستدام». كتب بهاتا وآخرون عام 2010 أنه على الرغم من الخلاف حول التعريف الدقيق للتمدد، هناك «إجماع عام على أن التمدد العمراني يتميز بنمط نمو غير مخطط له وغير متوازٍ، تدفعه الكثير من العمليات ويؤدي إلى استهلاك الموارد بصورة عديمة الكفاءة».
أظهر ريد إيونغ أن التمدد يوصف نموذجيًا بأنه تنمية حضرية تتسم بواحدة على الأقل من الخصائص التالية: النماء منخفض الكثافة أو ذو الاستخدام الواحد، أو النماء القطاعي، أو النماء المتناثر، و/أو قفزات النماء (مناطق من النماء تتخللها أراضٍ خالية). وجادل أن الطريقة الأفضل لتحديد التمدد هي استخدام المؤشرات بدلًا من الخصائص لأنها أكثر مرونة وأقل اعتباطية. اقترح إيونغ استخدام «إمكانية الوصول» و«المساحات المفتوحة الوظيفية» بوصفها مؤشرات. انتُقد نهج إيوينغ لأنه يفترض أن التمدد محدّد بخصائصه السلبية.
يمكن اعتبار ما يحدد التمدد مسألة درجة وسيبقى دومًا ذاتيًا إلى حد ما في ظل تعريفات المصطلح الكثيرة. جادل إيوينغ بأن نماء الضواحي لا يشكل بحد ذاته تمددًا بالاعتماد على الشكل الذي يأخذه، جادل جوردون وريتشاردسون بأن مصطلح التمدد يستخدم أحيانًا مرادفًا لنماء الضواحي بصورة ازدراء.
على الرغم من شهرتها بأنها مدينة تمدد عمراني فإن المنطقة الحضرية في لوس أنجلوس على سبيل المثال هي المنطقة الحضرية الرئيسية الأكثر كثافة سكانية في الولايات المتحدة (أكثر من 1,000,000 نسمة)، وهي تفوق المنطقة الحضرية في نيويورك والمنطقة الحضرية في سان فرانسيسكو كثافةً. في الأساس، بُنيت معظم المنطقة الحضرية في لوس أنجلوس لتأوي كثافة سكانية منخفضة إلى معتدلة، ما أدى إلى كثافة إجمالية أعلى بكثير. بخلاف مدن مثل نيويورك أو سان فرانسيسكو أو شيكاغو ذات المراكز المضغوطة للغاية والكثيفة جدًا والمحاطة بمساحات واسعة ذات كثافة منخفضة جدًا.
تثير حالات التمدد عبر العالم تساؤلات حول تعريف المصطلح والشروط اللازمة ليعد النمو الحضري تمددًا. المناطق الحضرية مثل مكسيكو سيتي الكبرى ومنطقة العاصمة الوطنية في دلهي وبكين، تعتبر مدنًا متمددة (زاحفة) على الرغم من كونها كثيفة نسبيًا ومختلطة الاستخدام.

### أمثلة
وفقًا لجرد الموارد الوطنية في الولايات المتحدة، نما نحو 8900 كيلومترًا مربعًا (2.2 مليون فدان) من الأراضي في الولايات المتحدة بين عامي 1992 و2002. حاليًا، يصنف جرد الموارد الوطنية نحو 100,000 كيلومترًا مربعًا (40,000 ميلًا مربعًا) (ما يقارب مساحة ولاية كنتاكي) على أنها مناطق نماء، زيادةً عن تصنيف مكتب الإحصاء الوطني. السبب في ذلك الاختلاف أن جرد الموارد الوطنية يشمل الأراضي التي نمت في المناطق الريفية، والتي بحكم تعريفها لا تعتبر تمددًا حضريًا. حاليًا، وفقًا لإحصاء عام 2000، نحو 2.6% من مساحة الأراضي في الولايات المتحدة حضرية. نحو 0.8% من الأراضي في 37 منطقة حضرية تأوي أكثر من 1,000,000 نسمة. في عام 2002، دعمت هذه المناطق الحضرية البالغ عددها 37 نحو 40٪ من سكان الولايات المتحدة.
ومع ذلك، توسعت بعض المناطق الحضرية مثل ديترويت جغرافيًا حتى مع خسارتها للسكان. علمًا أن المناطق الحضرية في الولايات المتحدة ليست الوحيدة التي خسرت السكان مع تمددها الكبير. وفقًا لبيانات كتاب «المدن والاعتماد على السيارات» كينوورثي ولوب (1999)، حدثت الخسارة السكانية في المناطق الحضرية بالتزامن مع التوسع في التمدد بين عامي 1970 و1990 في أمستردام بهولندا؛ بروكسل في بلجيكا؛ كوبنهاغن في الدنمارك؛ فرانكفورت وهامبورغ وميونخ في ألمانيا؛ زيورخ في سويسرا، علمًا أن هذا لم يترافق بتفكيك البنية التحتية كما حدث في الولايات المتحدة.

## الخصائص

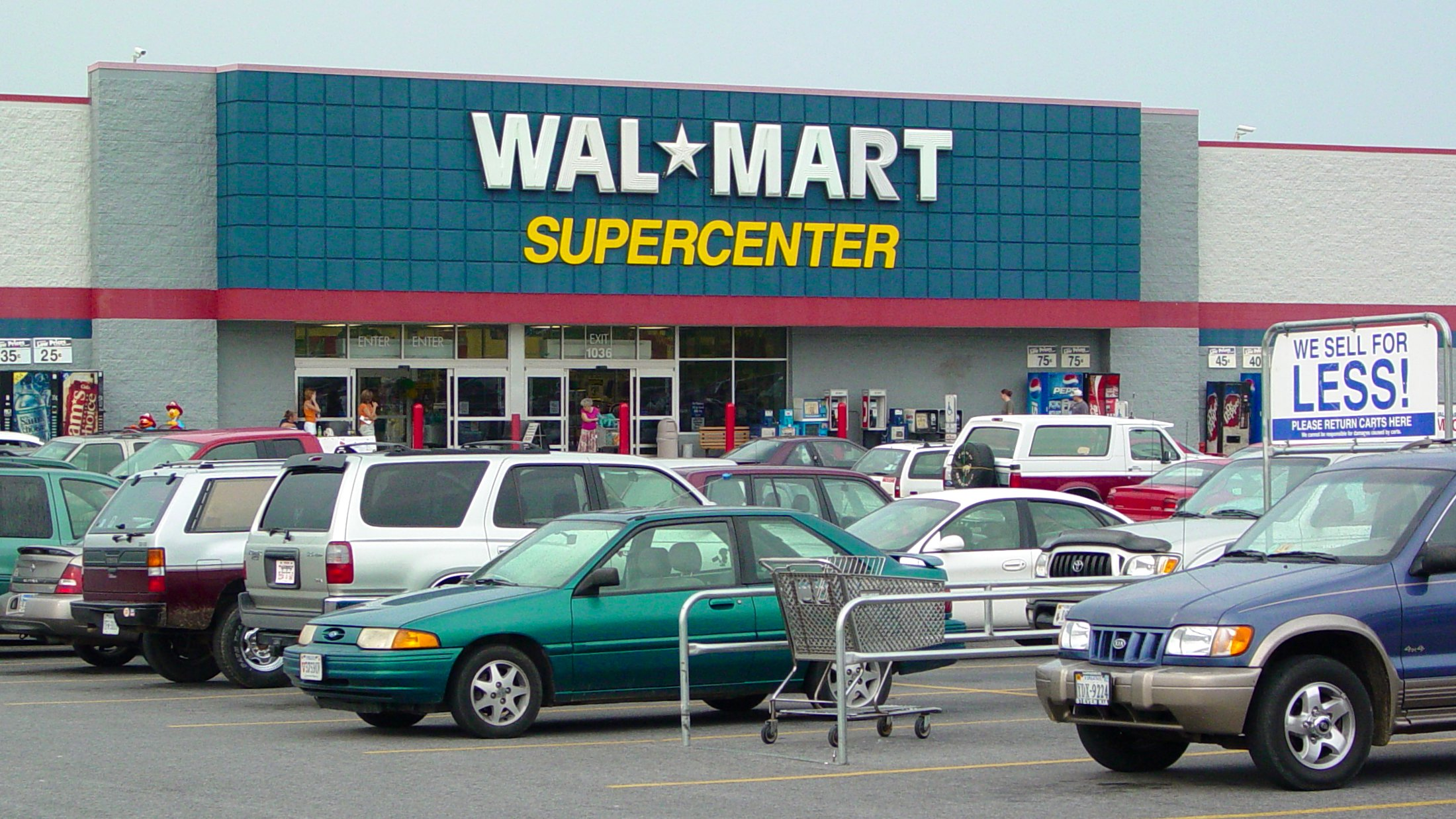
تمدد عمراني

على الرغم من عدم وجود وصف واضح متفق عليه لما يُعرّف التمدد، فإن معظم التعريفات تربط الخصائص التالية به.

### الاستخدام الواحد
يشير الاستخدام الواحد إلى الفصل بين المناطق التجارية والسكنية والمؤسساتية والصناعية. أي  تخصيص مساحات كبيرة من الأراضي لغاية واحدة وتُفصَل المناطق عن بعضها بمساحة مفتوحة أو بنى تحتية أو حواجز أخرى. نتيجةً لذلك، تكون الأماكن التي يعيش ويعمل ويتسوق ويترفه فيها الأفراد بعيدة عن بعضها البعض كثيرًا، عادةً إلى حد يجعل المشي ووسائط النقل العامة والدراجات أمرًا غير عملي، لذا يتطلب التنقل بغية ممارسة هذه الأنشطة السيارة. تُستخدم درجة اختلاط الاستخدامات المختلفة للأراضي باعتبارها مؤشرًا على التمدد في الدراسات الخاصة بهذا الموضوع.

### التمدد المهني وعدم التوافق المكاني
يعد التمدد المهني أحد مظاهر استخدام الأراضي في مجتمعات التمدد العمراني التي تعتمد على السيارات. يُعرّف على أنه أنماط توظيف منخفضة الكثافة ومتناثرة جغرافيًا، إذ توجد غالبية الوظائف في منطقة حضرية خارج المنطقة التجارية المركزية للمدينة، وبشكل متزايد في الضواحي المحيطة. يرجع ذلك غالبًا إلى نقص الاستثمار في المناطق الحضرية، والحرية الجغرافية التي يتمتع بها مكان العمل بفضل الاعتماد الكبير على السيارات في الكثير من الضواحي الأمريكية، ورغبة الكثير من الشركات في انتقاء موقعها في المناطق منخفضة الكثافة الأقل كلفة والتي توفر إمكانية التوسع في المستقبل. يرتبط عدم التطابق المكاني بالتمدد المهني والعدالة البيئية الاقتصادية. ويُعرَّف بأنه الحالة التي يُترك فيها الفقراء في المناطق الحضرية، وغالبيتهم من الأقليات، دون قدرة على الوصول إلى الوظائف من المستوى المبتدئ، نتيجة لزيادة التمدد المهني ومحدودية خيارات النقل التي تسمح بسهولة التنقل العكسي من المدن إلى الضواحي.
وُثق التمدد المهني وخضع للقياس بطرق مختلفة. وظهر أنه اتجاه متزايد في المناطق الحضرية الأمريكية. نشرت مؤسسة بروكينغز مقالات متعددة حول هذا الموضوع. في عام 2005، حدد المؤلف مايكل ستول التمدد المهني ببساطة بأنه الوظائف التي تبعد أكثر من 5 أميال (8.0 كم) عن المركز التجاري للمدينة، وقاس المفهوم بناءً على بيانات الإحصاء الأمريكي للعام 2000. من الطرق الأخرى لقياس هذا المفهوم الحلقات المحيطة بالمركز التجاري للمدينة، والتي تكون أكثر تحديدًا، استُخدمت هذه الحلقات في مقال نُشر عام 2001 بقلم إدوارد جلايسر ومقال آخر كتبته إليزابيث نيبون 2009، يوضح مقال نيبون أن المناطق الحضرية مترامية الأطراف تستحوذ على المزيد من فرص العمل بينما تخسر المناطق القريبة من المركز التجاري للمدينة الوظائف. استخدم هذان المؤلفان ثلاث دوائر تحصر ثلاث حلقات جغرافية، يصل نصف قطر الدائرة الأكبر إلى 35 ميلًا (56 كم) حول المركز التجاري للمدينة، والحلقات بالترتيب: الحلقة التي تضم محيط المركز التجاري للمدينة ضمن دائرة نصف قطرها 3 أميال (4.8 كم)، الحلقة الثانية بين 3 و10 أميال (16 كم)، والثالثة بين 10 و35 ميلاً (56 كم). أظهرت دراسة نيبون التوزع المهني على مستوى البلاد في أكبر المناطق الحضرية في عام 2006: 21.3% من الوظائف موجودة في الحلقة الداخلية، و33.6٪ من الوظائف في الحلقة المتوسطة، و45.1٪ في الحلقة الأبعد. مقارنةً مع عام 1998 - 23.3٪، 34.2٪، 42.5٪ على التتالي. أظهرت الدراسة انكماش نسبة التوظيف في المركز التجاري للمدينة، وتركز نمو الوظائف في الحلقات الحضرية الخارجية في الضواحي وخارجها.